# Adolfo Gori
Adolfo Gori (Viareggio, 1939. február 13. – ) olasz válogatott labdarúgó, hátvéd.

## Pályafutása

### Klubcsapatokban
Gori 1956-ban szülővárosában, a Viareggio csapatában kezdte labdarúgó-pályafutását. 1959 és 1961 között a Lucchese, majd 1961 és 1963 között az olasz élvonalbeli SPAL csapatában futballozott; utóbbi csapatban pályára lépett az 1962-es olasz kupa döntőjében. 1963 és 1969 között a Juventus játékosa volt; a torinói csapattal az 1964–1965-ös szezonban olasz kupagyőztes lett, valamint pályára lépett az 1965-ös vásárvárosok kupája-döntőjében. 1967-ben olasz bajnoki címet ünnepelt. 1969 és 1970 között a Brescia, 1970 és 1972 között pedig a Camaiore játékosa volt. Labdarúgó-pályafutásának befejezése előtt futballozott még az amerikai Rochester Lancers csapatában.

### Válogatott
Gori 1967-ben egyszer lépett pályára az olasz labdarúgó-válogatottban.

## Sikerei, díjai
- Juventus
  - Olasz bajnok: 1966–67
  - Olasz kupa: 1964–65